# Narathura aloana
Narathura aloana är en fjärilsart som beskrevs av Corbet 1941. Narathura aloana ingår i släktet Narathura och familjen juvelvingar. Inga underarter finns listade i Catalogue of Life.